# Ботанический сад НИУ «БелГУ»
Ботани́ческий сад Белгородского госуда́рственного университе́та — ботанический сад России с экспозицией различных растений. Расположен в юго-западной части города Белгорода, на отрогах Среднерусской возвышенности в бассейне рек Везёлка и Гостёнка. Объект историко-культурного и природного наследия — памятник природы.
В саду представлено более 2500 видов и сортов флоры.

## История сада
Ботанический сад был создан в 1999 году при Белгородском государственном национальном исследовательском университете по предложению губернатора Белгородской области Евгения Савченко. Включён в реестр Министерства образования и науки Российской Федерации как уникальный объект инфраструктуры Российской Федерации. Сад является членом Международной ассоциации ботанических садов мира по охране растений.
Территория ботанического сада составляет свыше 71 гектара. Здесь представлена самая богатая коллекция живых растений в регионе. В числе представителей флоры здесь можно встретить лекарственные, реликтовые, редкие, эндермичные и исчезающие виды Красной и Зеленой книг России и Белгородской области.
На территории парка реализуется научно-экологический проект «Белгородская сирень». 8 мая 2018 года специалистами сада был заложен и создан сирингарий мирового уровня, который стал ведущим селекционным центром по выведению новейших сортов сирени. С мая 2019 года этот питомник открыт для всех желающих.
Основная цель работы коллектива ботанического сада охрана исчезающих и редких видов; интродукция новых древесно-кустарниковых и травянистых видов различного хозяйственного использования; селекция газонных и кормовых трав; селекция и сортоизучение ягодных, плодовых и цветочных растений.

## Структура
Вся территория ботанического сада была разделена на сектора, специализирующиеся как на определенных растениях, так и на видах изыскательской деятельности:
- Питомник, занимающийся селекционной работой и размножением растений.
- Дендрарий. Этот отдел не только содержит довольно большую коллекцию растений, но и пытается многие из них «приучить» жить в непривычных климатических условиях.

Сектор культурных и декоративных растений. Здесь объединились существовавшие ранее отделы степной растительности, садоводства виноградарства и ягодников, лекарственных и кормовых трав, оранжерей, редких видов из Красной книги.
- Исследовательская лаборатория.

Этот природный объект города Белгорода является музеем под открытым небом.

## Фотогалерея

Виды ботанического сада
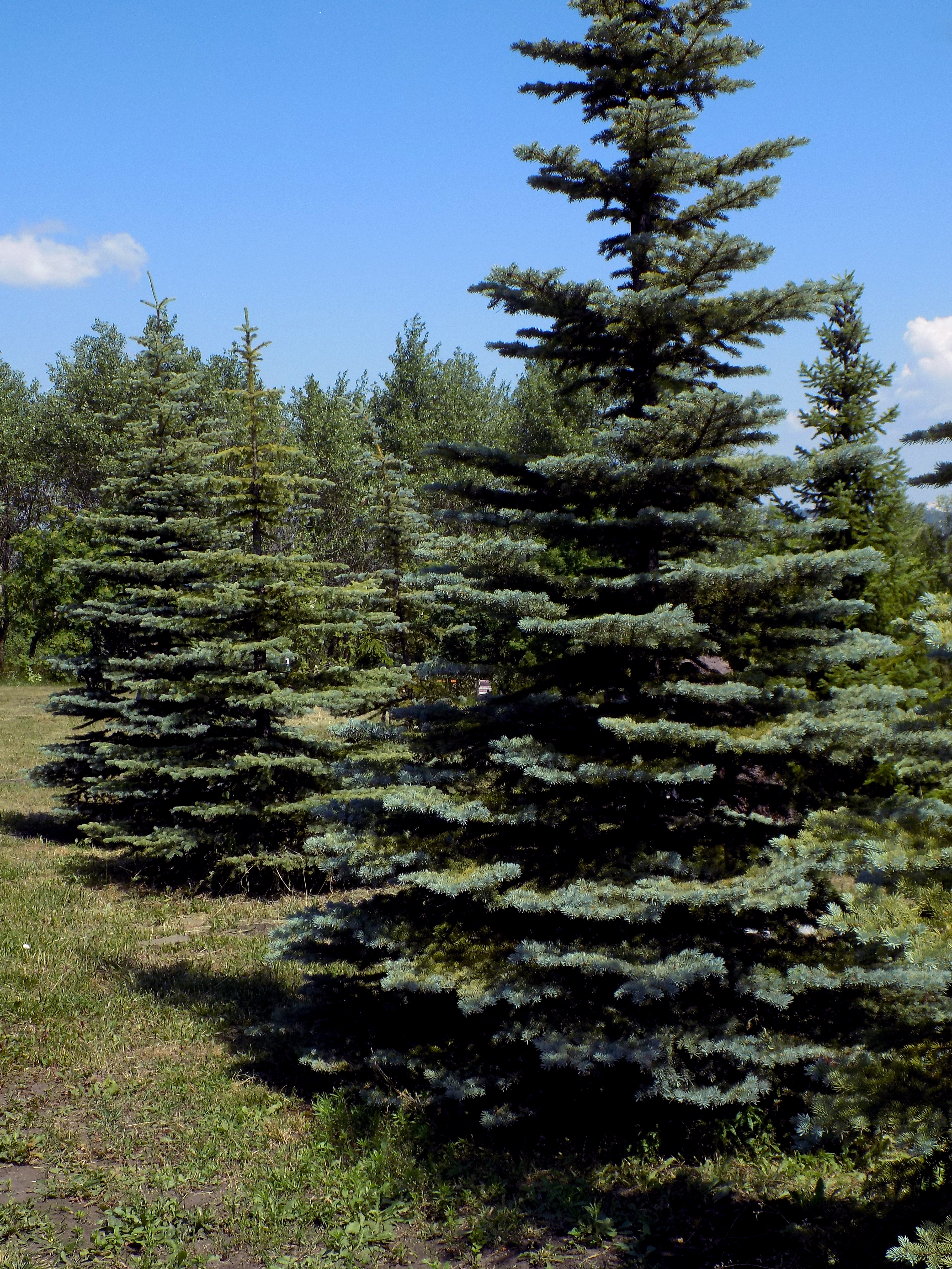
Сказочная поляна
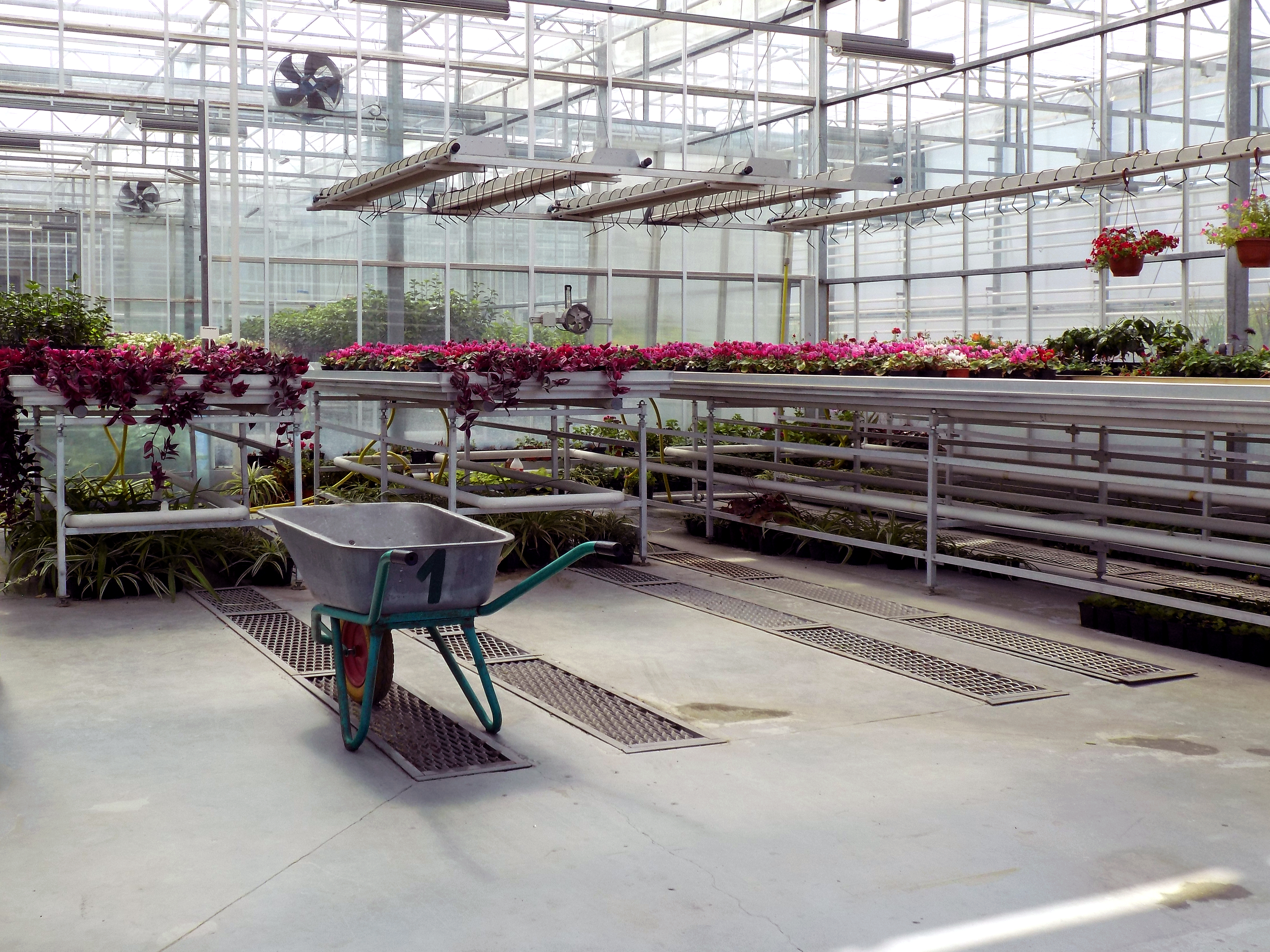
В теплице
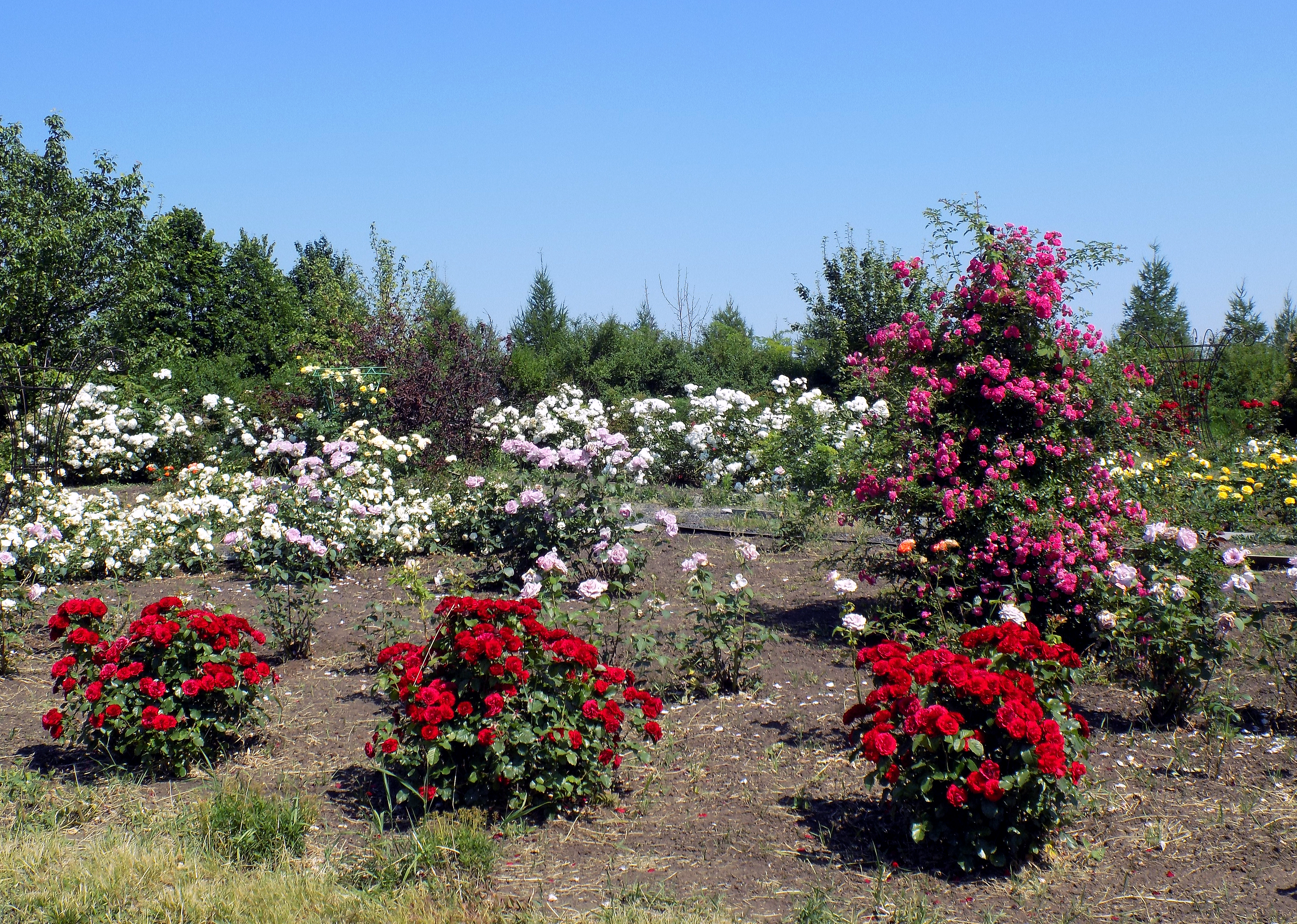
Розарий
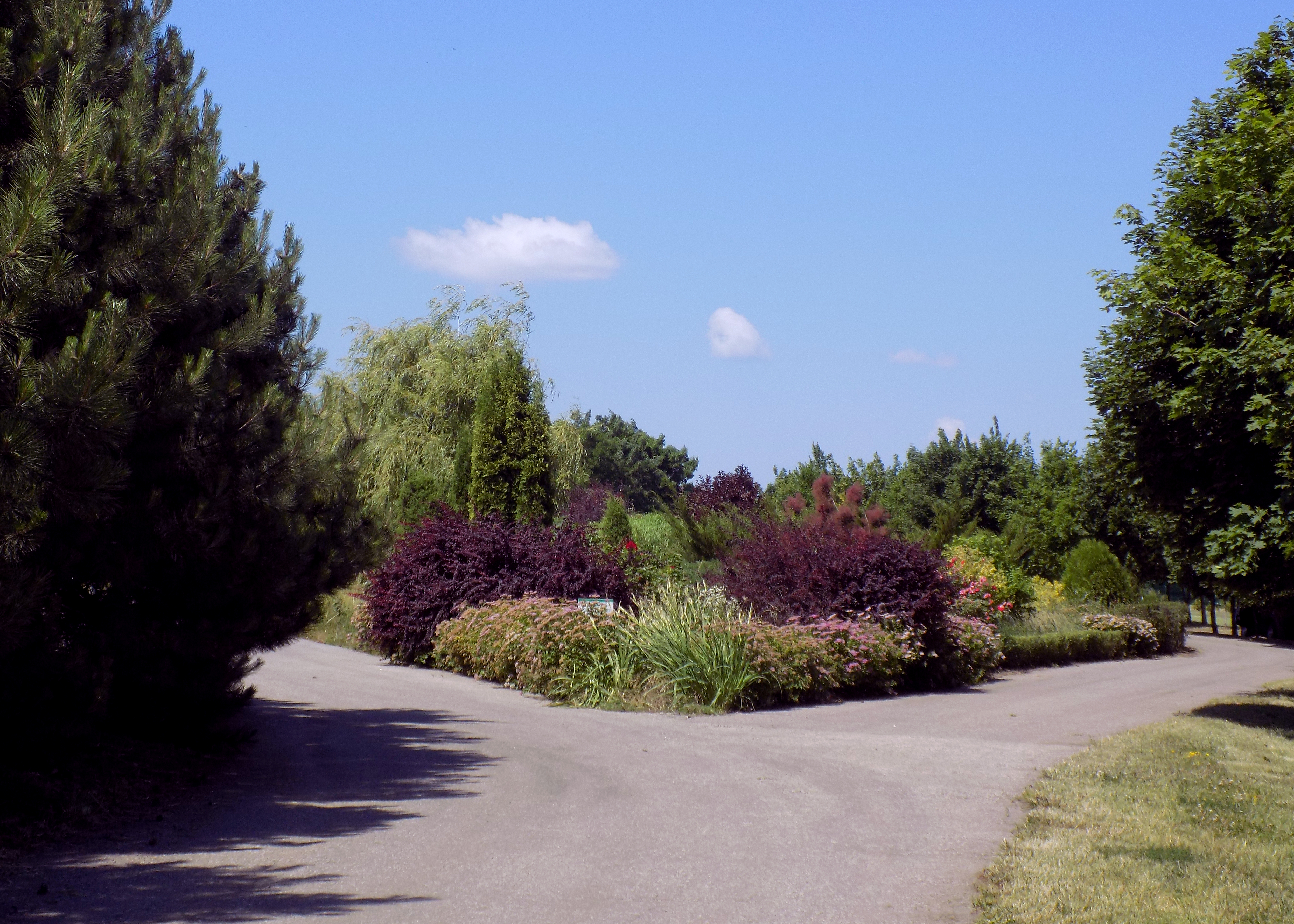
В парке
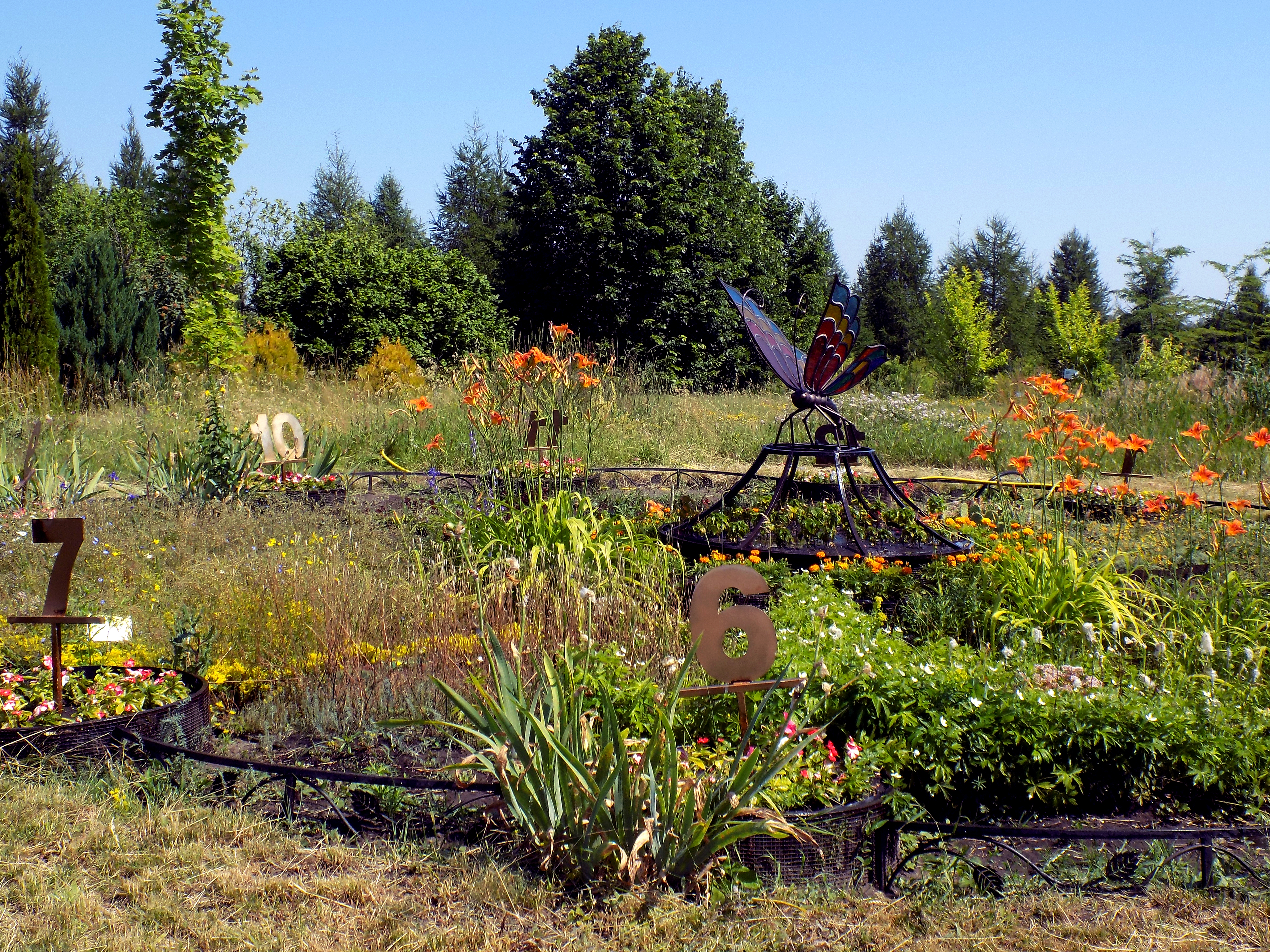
Цветочные часы

## Транспортная доступность
Ботанический сад расположен на окраине областного центра. Около сада осуществляет свой маршрут микроавтобус №30, идущий от железнодорожного вокзала.

## Охрана объекта
Охрана объекта осуществляется федеральным государственным автономном образовательным учреждением высшего профессионального образования "Белгородский государственный национальный исследовательский университет", а также Управлением лесами Белгородской области.